# Tomares undulatus
Tomares undulatus är en fjärilsart som beskrevs av Charles Oberthür 1910. Tomares undulatus ingår i släktet Tomares och familjen juvelvingar. Inga underarter finns listade i Catalogue of Life.